# Inuyama

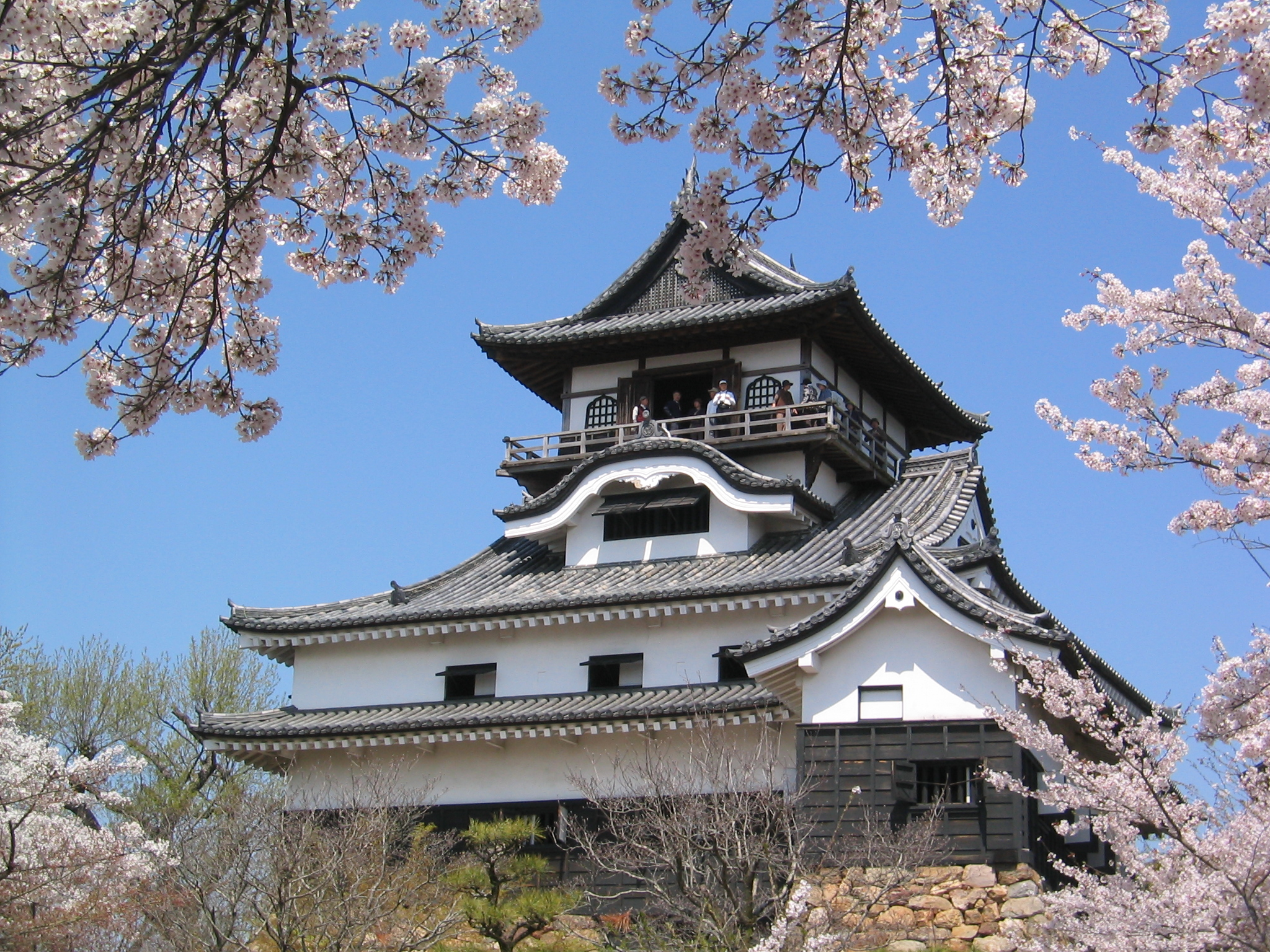
Castelul

Inuyama (犬山市 Inuyama-shi?) este un municipiu din Japonia, prefectura Aichi.